# Daniel Bacquelaine
Daniel Bacquelaine (Luik, 30 oktober 1952) is een Belgisch liberaal politicus voor de MR en voormalig minister van Pensioenen.

## Levensloop
Bacquelaine werd in Luik geboren als zoon van de procureur des Konings. Nadat hij in 1978 het diploma van doctor in de geneeskunde behaalde aan de Universiteit Luik, vestigde hij zich als huisarts in Chaudfontaine. Ook schreef hij verschillende wetenschappelijke publicaties en was hij actief in het onderwijs als stagemeester in de huisartsgeneeskunde. Voorts was Bacquelaine van 1996 tot 2003 voorzitter van de Belgische Wetenschappelijke Vereniging voor Mesotherapie en ondervoorzitter van de Internationale Vereniging voor Mesotherapie.
Tijdens zijn studies engageerde Bacquelaine zich in de liberale studentenbeweging. In oktober 1982 verwierf hij zijn eerste politieke mandaat toen hij voor de toenmalige PRL verkozen werd als gemeenteraadslid van Chaudfontaine. Van 1989 tot 1992 was Bacquelaine er schepen van Financiën, Sport en Thermalisme en in 1992 volgde hij er André Musch op als burgemeester, een functie die hij nog steeds uitoefent.
Van 1985 tot 1994 zetelde Bacquelaine eveneens in de provincieraad van Luik, waar hij van 1992 tot 1994 fractievoorzitter was voor zijn partij. In juli 1994 werd hij actief in de federale politiek en volgde hij PRL-kopstuk Jean Gol, die verhuisde naar het Europees Parlement, op als lid van de Kamer van volksvertegenwoordigers voor het arrondissement Luik. Door de toen bestaande dubbelmandaten zetelde Bacquelaine van 1994 tot 1995 eveneens in de Waalse Gewestraad en de Raad van de Franse Gemeenschap. In mei 1995, toen de regionale parlementen voor het eerst rechtstreeks werden verkozen, opteerde hij resoluut voor het federale niveau en werd hij opnieuw verkozen in de Kamer. Van 1999 tot 2014 was hij in de Kamer fractievoorzitter voor de PRL en daarna de MR. 
Als Kamerlid werd Bacquelaine lid van de commissie voor Volksgezondheid en legde hij zich toe op onderwerpen als het drugsbeleid, euthanasie, de numerus clausus van geneeskundestudenten, de hervorming van de politie, tabaksreclame en de toekomst van het racecircuit van Spa-Francorchamps. Ook ging hij deel uitmaken van de commissies Buitenlandse Zaken, Justitie en Herziening van de Grondwet. Daarnaast lag hij aan de basis van de oprichting van de parlementaire onderzoekscommissie naar de moord op de eerste Congolese premier Patrice Lumumba (2000-2002), waarvan hij de ondervoorzitter was, en zetelde hij in de parlementaire onderzoekscommissie die het faillissement van vliegmaatschappij Sabena onderzocht.
Bacquelaine ontpopte zich binnen de MR tot een trouwe soldaat van Didier Reynders, die in 2004 eveneens MR-partijvoorzitter werd. Wanneer in 2009 het verzet tegen Didier Reynders in de partij begon te groeien, bleef Bacquelaine hem steunen. Bij de voorzittersverkiezingen in 2011 stelde hij zich kandidaat om Didier Reynders op te volgen als partijvoorzitter. Het was echter zijn tegenkandidaat, Charles Michel, die won. Bacquelaine kreeg wel 46 % van de leden achter zich. Van 2008 tot 2021 was Bacquelaine eveneens voorzitter van de MR-federatie van de provincie Luik.
In oktober 2014 verliet Bacquelaine de Kamer en werd hij minister van Pensioenen in de regering-Michel I. In zijn functie als fractievoorzitter werd hij opgevolgd door Denis Ducarme. Bacquelaine bleef zes jaar lang minister en maakte ook deel uit van de regeringen-Michel II, Wilmès I en Wilmès II. Bij de verkiezingen van mei 2019 werd Bacquelaine opnieuw verkozen in de Kamer, waar hij bleef zetelen tot aan zijn benoeming als minister in de regering-Wilmès II in maart 2020. In oktober 2020 kwam zijn ministerschap ten einde, waarna hij terugkeerde naar de Kamer. Bij de federale verkiezingen van juni 2024 werd Bacquelaine als lijstduwer voor zijn partij in de kieskring Luik opnieuw verkozen als federaal volksvertegenwoordiger.
Sinds januari 2020 is Bacquelaine gedelegeerd bestuurder van het Centre Jean Gol, de studiedienst van MR.
Van 2006 tot 2014 was hij daarenboven Litouws ereconsul. 

## Onderscheidingen
- Officier in de Leopoldsorde
- Ridder in de Kroonorde
- Commandeur in de Leopoldsorde (2019)[4]